# Euderces turnbowi
Euderces turnbowi là một loài bọ cánh cứng trong họ Cerambycidae.